# Argila
|  | Aquest article tracta sobre el material. Si cerqueu el Comte de Rasès, vegeu «Argila (comte)». |

L'argila és un material de roca sedimentària, no consolida o poc endurida. Conté només minerals argilosos d'una mida inferior de 0,001 mm. És procedent de la descomposició de les roques feldespàtiques i compost principalment per silicats d'alumini hidratats:
Al₂O₃ · 2 SiO₂ · 2 H₂O
Les partícules d'argila, inferiors als 4 micròmetres de diàmetre, poden conformar un sòl homogeni (també anomenat argila) o bé formar part d'un sòl heterogeni (i en aquest cas l'argila és la fracció més fina del sòl). Els sòls argilosos són altament impermeables. Les roques formades a partir de l'argila són les argilites.

## Classificació
Les argiles es poden classificar segons diversos factors. Així, depenent del procés geològic que les va originar i a la ubicació del jaciment en què es troben, es poden classificar en:
- Argila primària: s'utilitza aquesta denominació quan el jaciment on es troba és el mateix lloc on es va originar. La caolinita és l'única argila primària coneguda.
- Argiles secundàries: són les que s'han desplaçat després de la seva formació, per forces físiques o químiques. Es troben entre elles el caolí secundari, l'argila refractària, l'argila de bola, el fang de superfície i el gres.

Si atenem a l'estructura dels seus components, es distingeixen les argiles laminars i les argiles fibroses.
També es poden distingir les argiles segons la plasticitat. Hi ha així les argiles plàstiques (com la caolinítica) i les poc plàstiques (com l'esmèctica, que absorbeix els greixos).
Finalment, hi ha també les argiles calcàries o margoses (amb alta proporció de calcària), l'argila amb blocs o til·lites (argila, grava i blocs de roca de les morrenes), l'argila de descalcificació i les argiletes (argiles litificades).

## Característiques geològiques
Als buits entre grans d'argila sempre hi ha aigua, amb ions dissolts. La concentració i valències d'aquests ions controlen la distància entre partícules. Això succeeix perquè les partícules, normalment en forma de disc, estan polaritzades de manera que les càrregues negatives s'acumulen a les bases del disc. Així, els cations de l'aigua són atrets i s'acumulen en les bases del disc i impedeixen que d'altres partícules s'hi acostin. Al seu torn, la distància entre partícules controla el comportament macroscòpic del sòl:
- Si les partícules es toquen, es crea una estructura floculada, molt rígida.
- Si en canvi, no es toquen, es crea una estructura no floculada, molt menys rígida.
  - Si la distància és petita, l'estructura serà agregada i les argiles, poc deformables.
  - Si, en canvi, la distància entre partícules és petita, l'estructura serà molt més dispersa, molt deformable.

Els minerals més comuns dins les argiles són:
- la caolinita, de fórmula Si₂O₅Al₂(OH)₄;
- la montmorillonita, de fórmula Si₄O10Al5/3Mg1/3Na1/3(OH)₂;
- la il·lita, de fórmula KAl₂(AlSi₃O10)(OH)₂.

L'argila té dues propietats bàsiques:
- Adquireix plasticitat al barrejar-la amb aigua
- S'endureix en escalfar-la en un forn ceràmic per sobre de 750 °C

## Formació

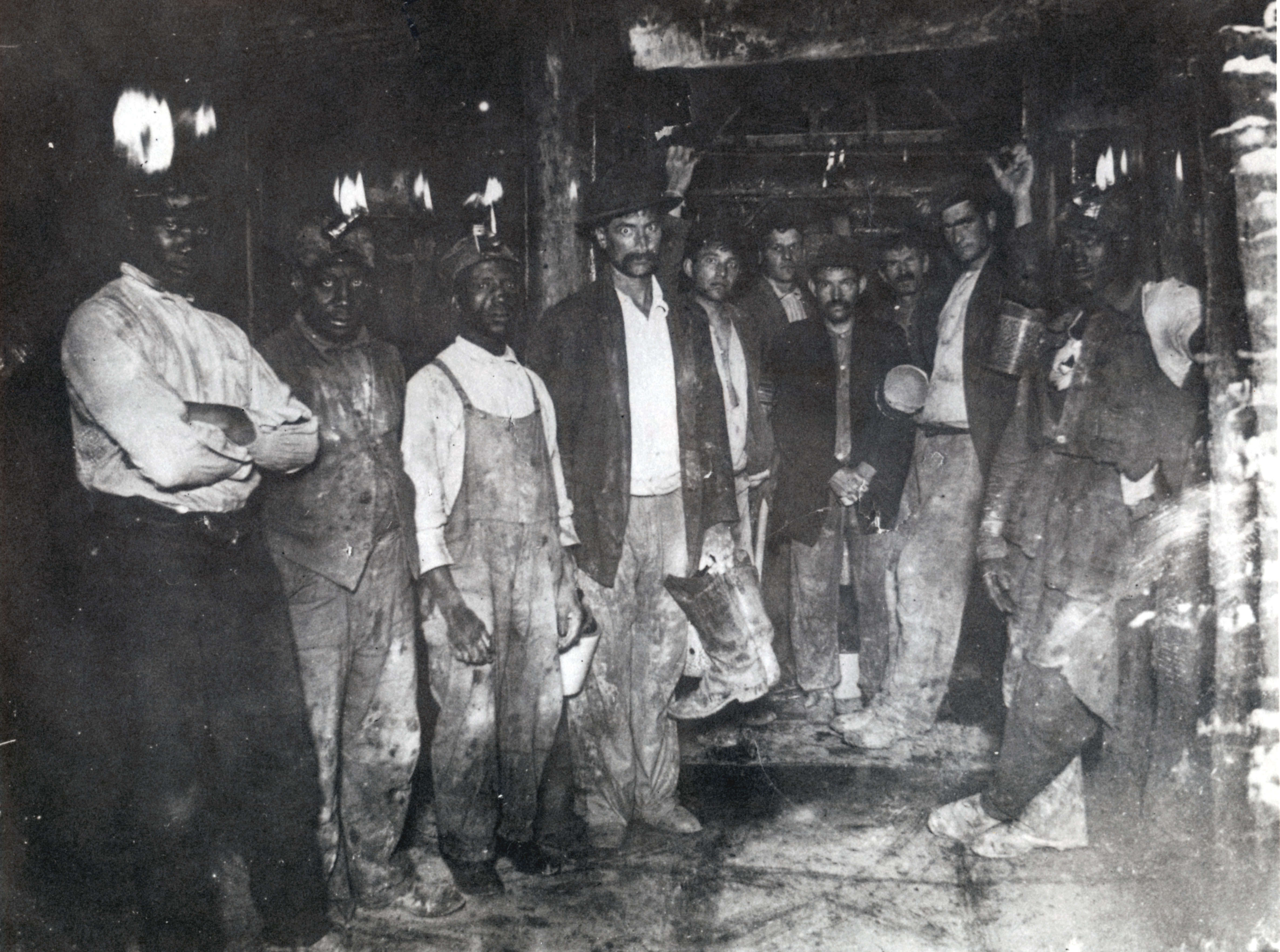
Miners d'argila italians i afroamericans en una mina, 1910

Els minerals d'argila es formen més comunament per meteorització química perllongada de roques que contenen silicat. També es poden formar localment a partir de l'activitat hidrotermal. La meteorització química té lloc en gran part per hidròlisi àcida a causa de les baixes concentracions d'àcid carbònic, dissolt a l'aigua de pluja o alliberat per les arrels de les plantes. L'àcid trenca els enllaços entre l'alumini i l'oxigen, alliberant altres ions metàl·lics i sílice (com un gel d'àcid ortosilicíc).
Els minerals argilosos formats depenen de la composició de la roca mare i del clima. La meteorització àcida de roques riques en feldespat, com el granit, en climes càlids tendeix a produir caolí. La meteorització del mateix tipus de roca en condicions alcalines produeix il·lita. L'esmectita es forma per meteorització de roca ígnia en condicions alcalines, mentre que la gibbsita es forma per meteorització intensa d'altres minerals argilosos.
Hi ha dos tipus de dipòsits d'argila: els primaris i els secundaris. Les argiles primàries es formen com a dipòsits residuals a terra i romanen al lloc de formació. Les argiles secundàries són argiles que han estat transportades des de la seva ubicació original per l'erosió de l'aigua i dipositades en un nou dipòsit sedimentari. Els dipòsits d'argila secundaris s'associen típicament amb ambients deposicionals de molt baixa energia, com grans llacs i conques marines.

## Usos de l'argila
L'argila, procedent del sòl o roca sedimentària, és plàstica quan és barrejada amb aigua, però és dura i tenaç quan es cou en un forn. Això ha permès a l'èsser humà des de l'antiguitat donar-li diferents usos, els més importants dels quals es troben en l'edificació i l'elaboració de recipients.

### Primers usos de l'argila

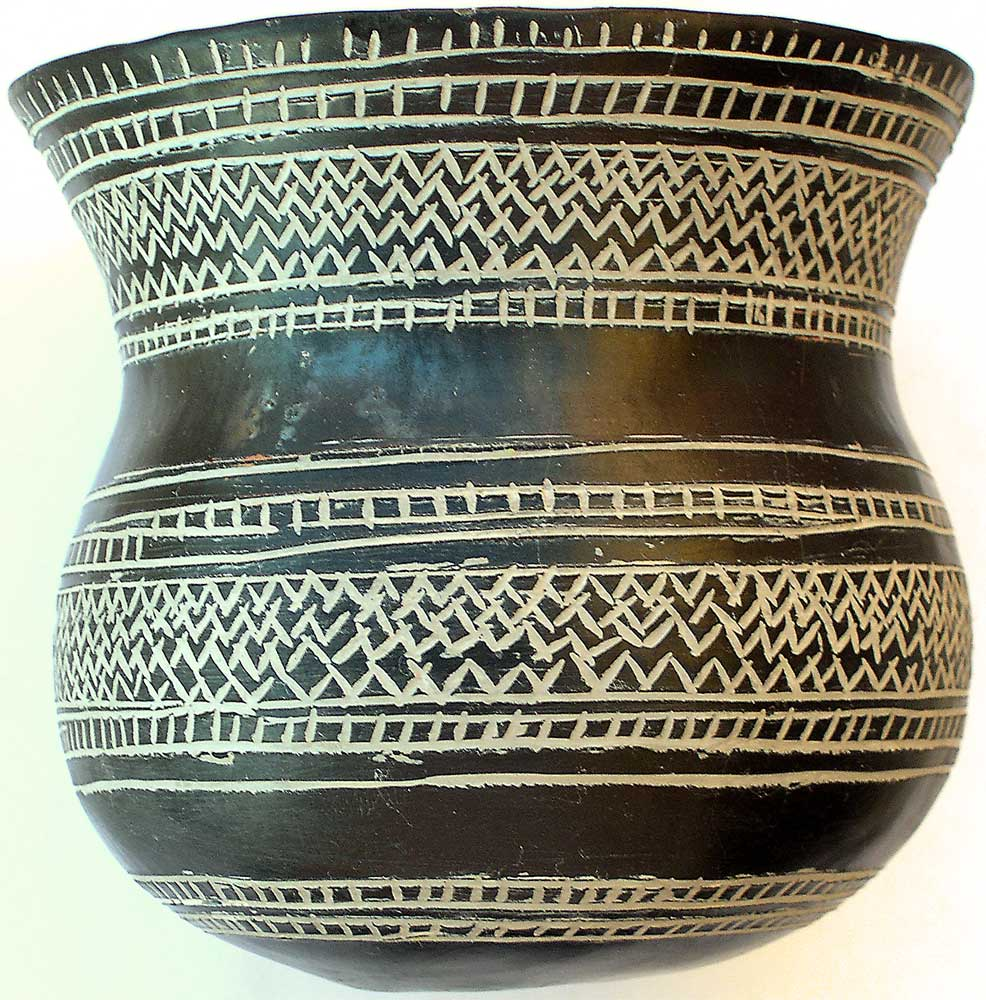
Gerra campaniforme d'argila negra

En el Neolític, abans de descobrir la terrissa la qual elabora peces de fang cuites, els humans ja utilitzaven el fang (argila mullada i pastada) per a fer-se utensilis per a les seves necessitats, tals com posar-hi menjar sec, cereals i d'altres productes, però no així els líquids, ja que no eren estancs. Més tard es va descobrir la terrissa cuita, més forta i estanca, la qual ja permetia posar-hi líquids.
Els primers usos de l'argila foren l'elaboració de tota classe d'atuells estancs per a contenir productes necessaris per als establiments humans: plats, gots, olles, cassoles, etc. Aquests atuells foren especialment útils per a guardar provisions, com ara: l'aigua, els llegums, les fruites, etc. atès que evitaven que es fes malbé el menjar.
Des del Neolític fins a l'edat mitjana, l'argila s'utilitzava per a construir les parets de les cases. A casa nostra, fou utilitzada per les tribus dels ibers, els quals també utilitzaven l'argila per a fer gerros d'argila negra.
Els romans admiraren la ceràmica dels grecs, la tècnica dels quals era submergir la peça en una suspensió de partícules d'argila amb un alt contingut d'un element especial, amb la qual cosa s'aconseguia una millor brillantor en polir-la. Posteriorment, la coïen en un forn amb molta oxigenació. Les peces es feien en motlles que tenien motius decoratius repetits els quals després quedaven reproduïts en relleu sobre la superfície de la peça.
El procediment artesà d'elaboració de les peces d'argila segueix amb poques variacions fins avui en dia, tot i que en l'actualitat es fan decorades i la producció s'orienta cap a aspectes decoratius havent-se perdut la utilització per als usos de la cuina. Tanmateix, la ceràmica es fa servir encara en alguns restaurants de luxe.

### La ceràmica en l'actualitat
Durant el segle xix tant a Anglaterra, com a la resta d'Europa es va posar de moda els objectes amb decoració calcada, produïts en sèrie i a baix cost, així com les que presentaven relleu.
A Espanya es posaren de moda els gerros amb temes antics i mitològics. Les fabricacions d'origen que més destacaren foren El buen retiro (Madrid), Sargadelos (Galícia) o La Cartuja (Sevilla).
La ceràmica industrial posterior a 1890 era de gran qualitat. Així, l'Art Nouveau a París l'any 1890 i la Bauhaus a la dècada dels 1920 van crear una gran influència en la ceràmica industrial, encara que el ceramista artesanal i individual s'ha mantingut viu fins als nostres dies.

### El futur de l'argila
Les perspectives de futur per a l'argila es troben en la construcció (tant en aspectes clàssics com l'elaboració de totxos i paviments, com en derivacions de la tècnica constructiva més modernes).

### Tradició
La ceràmica també és l'activitat tradicional de fabricació d'objectes d'alta qualitat en argila cuita. L'argila vermella, la varietat impura del caolí, és prèviament mesclada amb desgreixants i se li apliquen elements minerals i químics per a millorar la seua presentació. El caolí és una associació complexa de sílice, alúmina, i aigua. El vidriat és un dels tractaments de la superfície que esdevé de l'antiga necessitat de perdre la porositat. Altres eren el brunyit o la cobertura amb resines de diferents arbres.

### Tecnologia
Els processos ceràmics es duen a terme per a la utilització com a materials a les noves tecnologies (conductors, aïllants tèrmics i elèctrics). Exemples de materials industrials de ceràmica són els aïlladors d'alta tensió de porcellana o els imants. Per a molts usos són necessàries característiques de duresa i durabilitat, per aquests, ha d'estar lliure de ferro, només pot tenir traces de titani. Cada una d'aquestes ceràmiques tenen un punt de fusió diferent.

## Argila de bola
S'anomena argila de bola a una argila amb molta plasticitat i poc calci que s'extreia manualment, a la fi del segle XIX, dels camps del sud d'Anglaterra. nom procedeix de les boles que feien els miners per facilitar-ne l'extracció.

## Varietats
Els principals grups d'argiles inclouen caolinita, montmorillonita-esmectita i il·lita. El clorit, vermiculita, talc i pirofilita de vegades també es classifiquen com a minerals argilosos. Hi ha aproximadament 30 tipus diferents d'argiles "pures" en aquestes categories, però la majoria dels dipòsits d'argila "naturals" són barreges d'aquests tipus diferents, juntament amb altres minerals erosionats. Els minerals argilosos a les argiles s'identifiquen més fàcilment usant difracció de raigs X de minerals argilosos en lloc de proves químiques o físiques.
Una varva (o argila varvada) és argila amb capes anuals visibles que es formen per la deposició estacional d'aquestes capes i estan marcades per diferències en erosió i contingut orgànic. Aquest tipus de dipòsit és comú en els antics llacs glacials. Quan els sediments fins arriben a les aigües tranquil·les d'aquestes conques lacustres glacials lluny de la costa, s'asseuen al llit del llac. L'estratificació estacional resultant es conserva en una distribució uniforme de bandes de sediments argilosos.
L'argila viva és un tipus únic d'argila marina autòctona dels terrenys glacials de Noruega, Amèrica del Nord, Irlanda del Nord i Suècia. És una argila molt sensible, propensa a la liqüefacció del sòl, i ha estat involucrada en diversos lliscaments de terra mortals.

## Granulometria
Dins de la classificació granulomètrica de les partícules del sòl, les argiles ocupen el lloc següent en l'escalafó:
| Partícula | Mida           |
| --------- | -------------- |
| Argiles   | < 0,002 mm     |
| Llims     | 0,002-0,063 mm |
| Sorres    | 0,063–2 mm     |
| Graves    | 2–32 mm        |
| Còdols    | 32 mm-25 cm    |
| Blocs     | >25 cm         |